# Веллсвілл (Нью-Йорк)
Веллсвілл (англ. Wellsville) — місто (англ. town) в США, в окрузі Аллегені штату Нью-Йорк. Населення — 7064 особи (2020).

## Демографія
Згідно з переписом 2010 року, у місті мешкало 7397 осіб у 3239 домогосподарствах у складі 1823 родин. Було 3639 помешкань
Расовий склад населення:
| - 97,2 % — білих - 0,7 % — азіатів - 0,5 % — чорних або афроамериканців - 0,2 % — корінних американців |

До двох чи більше рас належало 1,0 %. Частка іспаномовних становила 0,9 % від усіх жителів.
За віковим діапазоном населення розподілялося таким чином: 22,0 % — особи молодші 18 років, 57,3 % — особи у віці 18—64 років, 20,7 % — особи у віці 65 років та старші. Медіана віку мешканця становила 43,5 року. На 100 осіб жіночої статі у місті припадало 89,8 чоловіків;  на 100 жінок у віці від 18 років та старших — 87,9 чоловіків також старших 18 років.
Середній дохід на одне домашнє господарство  становив 55 932 долари США (медіана — 43 756), а середній дохід на одну сім'ю — 61 605 доларів (медіана — 48 984). Медіана доходів становила 46 497 доларів для чоловіків та 24 948 доларів для жінок. За межею бідності перебувало 15,1 % осіб, у тому числі 23,1 % дітей у віці до 18 років та 5,0 % осіб у віці 65 років та старших.
Цивільне працевлаштоване населення становило 3156 осіб. Основні галузі зайнятості: освіта, охорона здоров'я та соціальна допомога — 36,2 %, виробництво — 16,9 %, роздрібна торгівля — 9,0 %, мистецтво, розваги та відпочинок — 6,7 %.